# トライベッカ映画祭
トライベッカ映画祭（トライベッカえいがさい、Tribeca Film Festival）は、毎年春にニューヨーク市マンハッタンのトライベッカで開催される映画祭。サンダンス映画祭、サウス・バイ・サウスウエストと並びアメリカ最大の映画祭の一つ。

## 概要
2001年9月11日に発生したアメリカ同時多発テロ事件以降、ニューヨークの復興を願って2002年にロバート・デ・ニーロ、ジェーン・ローゼンタール、クレイグ・ハトコフによって始められた。
インディペンデント映画を幅広い観客に届けることを理念に掲げており、アメリカの映画祭の中でも特に国際色豊かな映画祭として知られている。新人監督やインディペンデント監督の作品を積極的に選出し、製作資金のサポートや企画開発のプログラムも行なっている。
主要部門には、ナラティブ・コンペティション部門と、ドキュメンタリー・コンペティション部門がある。2016年以降、ナラティブ部門は、アメリカ映画で構成されるUS・ナラティブ・コンペティション部門と、国際映画で構成されるインターナショナル・ナラティブ・コンペティション部門の二つに分けられる。
その他、注目作を集めたスポットライト部門、新人監督作品を紹介するビューポイント部門、ジャンル映画のミッドナイト部門、短編映画部門等がある。
映画祭期間中にはトークイベントや、ライブ等の様々なイベントが行われ、映画以外にもテレビ番組やVR作品、ウェブメディア作品などの幅広い分野の上映、展示を設け、垣根を超えた様々な作品を発表する場所となっている。映画祭は毎年300万人以上が来場し、経済効果は6億ドルと推定されている。

## 受賞

### ベスト・US・ナラティブ賞（最優秀作品賞 - US・ナラティブ部門）
- 2019 - Burning Cane, ウェンデル・ピアース監督
- 2018 - Diane, ケント・ジョーンズ監督
- 2017 - キープ・ザ・チェンジ, レイチェル・イスラエル監督
- 2016 - Dean, デミトリ・マーティン監督

### ベスト・インターナショナル・ナラティブ賞（最優秀作品賞 - インターナショナル・ナラティブ部門）
- 2019 - House of Hummingbird, ボラ・キム監督
- 2018 - Smuggling Hendrix, マリオス・ピパリデス監督
- 2017 - Son of Sofia (O Gios tis Sofias), エリーナ・シコー監督
- 2016 - Junction 48, ウディ・アロニ監督

### ベスト・ナラティブ賞（最優秀作品賞）
- 2015 -  好きにならずにいられない, ダーグル・カウリ監督
- 2014 – Zero Motivation, タリヤ・ラヴィエ監督
- 2013 – The Rocket, キム・モーダント監督
- 2012 –  魔女と呼ばれた少女, キム・グエン監督
- 2011 – She Monkeys, リサ・アション監督
- 2010 – When We Leave, フェオ・アラダグ監督
- 2009 –  彼女が消えた浜辺, アスガル・ファルハーディー監督
- 2008 –  ぼくのエリ 200歳の少女, トーマス・アルフレッドソン監督
- 2007 – My Father My Lord, デヴィッド・ヴォラック
- 2006 –  ステイト・オブ・ウォー, トリスタン・バウアー監督
- 2005 – Stolen Life(生死劫), リー・シャオホン監督
- 2004 – Green Hat, リウ・フェントウ監督
- 2003 – Blind Shaft, リー・ヤン監督
- 2002 – Roger Dodger, ディラン・キッド監督

### ベスト・ナラティブ新人監督賞（最優秀新人監督賞）
- 2019 - エドガー・ニト (The Gasoline Thieves)
- 2018 - ショーン・スナイダー (トゥー・ダスト 土に還る）
- 2017 - レイチェル・イスラエル (キープ・ザ・チェンジ)
- 2015 - ザカリー・トレイツ (Men Go to Battle)
- 2014 – ジョセフ・ラディーカ (Manos Sucias)
- 2013 – エマヌエル・ホス=デマレ (Whitewash)
- 2012 – ルーシー・マロイ (Una Noche)
- 2011 – パク・ジョンボム (ムサン日記　白い犬)
- 2010 – キム・シャピロン (Dog Pound)
- 2009 – ルネ・デンスタッド・ラングロ (North)
- 2008 – フセイン・カラベイ (My Marlon and Brando)
- 2007 – エンリケ・ベグネ (Two Embraces)
- 2006 – マーワン・ハメド (The Yacoubian Buildin)
- 2005 – アリシア・シャーソン (Play')
- 2004 – リウ・フェントウ (Green Hat)
- 2003 – ヴァレリア・ブルーニ・テデスキ (ラクダと針の穴)
- 2002 – エリック・イアーソン (Manito)